# Ulf Kragh
Ulf Wilhelm Osvald Kragh, född den 25 februari 1920 i Lund, död där den 28 mars 2005, var en svensk psykolog.
 Han var son till Osvald Kragh och bror till Börje Kragh.

## Biografi
Kragh avlade studentexamen 1937 och filosofie kandidatexamen i Lund 1940. Han blev filosofie licentiat där 1947 och disputerade för filosofie doktorsgrad 1955. 
Han arbetade som amanuens vid Lunds universitet 1945–1947 och assistent där 1947–1949. Åren 1955–1956 var han psykolog vid Lövstaskolan och konsult där 1956–1960. Han var också förste militärpsykolog åren 1956–1961. År 1961 fick han en docentur och 1965 tjänst som laborator i psykologi vid Lunds universitet.
Kragh hade expertuppdrag i 1958 års utredning kyrka-stat och uppdrag som gästföreläsare i Tyskland 1960, i Italien 1962, i Förenta staterna 
1962–1963 och i Schweiz 1965. År 1971 tillträdde han en professur vid Universitet i Oslo. Kragh är begraven på Hardeberga kyrkogård.

### Forskning
Kragh utvecklade tillsammans med Gudmund Smith den så kallade perceptgenetiska teorin. I deras forskning vid Lunds universitet knöt de an till Heinz Werners teori om den ontogeniska principen, och fastställde att individens upplevelser under uppväxten återspeglas i den perceptgenetiska processen. Metoder enligt denna teori, som DMT och MCT, kan därför betraktas som projektiva metoder för personlighetsundersökning.